# Dendropsophus dutrai
Espèce
Synonymes
- Hyla dutrai Gomes & Peixoto, 1996

Statut de conservation UICN

 DD  : Données insuffisantes
Dendropsophus dutrai est une espèce d'amphibiens de la famille des Hylidae.

## Répartition
Cette espèce est endémique du Brésil. Elle se rencontre entre 160 et 360 m d'altitude à Areia Branca, dans l'État du Sergipe et à Quebrangulo dans l'État de l'Alagoas.

## Étymologie
Cette espèce est nommée en l'honneur de José Alfredo Pinheiro Dutra

## Publication originale
- Gomes & Peixoto, 1996 : Nova espécie de Hyla do grupo marmorata de Sergipe nordeste do Brasil (Amphibia, Anura, Hylidae). Iheringia, sér. Zoologia, Porto Alegre, no 80, p. 33-38 (texte intégral).